# Por Vida
Por Vida je debutové EP kolumbijsko-americké zpěvačky Kali Uchis. Nahrávka byla zveřejněna 4. února 2015, přes její webovou stránku a později byla vydána na iTunes. EP bylo propagováno čtyřmi singly; "Know What I Want", "Lottery", "Loner". and "Ridin Round".

## Seznam skladeb
1. Sycamore Tree – 1:52
2. Call Me – 3:13
3. Melting – 3:29
4. Lotteryv3:27
5. Know What I Want – 4:11
6. Rush – 3:51
7. Ridin' Round – 3:19
8. Speed – 4:15
9. Loner – 3:32